# Ed Greene
Ed Greene est un batteur et musicien de studio américain. 

## Biographie
Son père est violoniste et sa mère pianiste. Dans sa première période musicale, il est plutôt fasciné par le jazz : il écoute Charlie Parker et Max Roach. Dès 1971, il est membre du groupe de Donald Byrd, avec Thurman Green, Harold Land, Bobby Hutcherson, Joe Sample et Wilton Felder. 
Ed Greene a également enregistré avec Barry White, The Carpenters, Minnie Riperton, The Osmonds, Jeff Beck, Dizzy Gillespie, Steely Dan, Sparks, Hall & Oates et Leo Sayer, entre autres. 
Au début de sa carrière, Ed Greene était le batteur de Barry White, et il a joué sur plusieurs des plus grands succès de Barry White, bien que ce dernier ait continuellement refusé de mettre les noms de ses musiciens sur ses albums, au profit du nom « Love Unlimited Orchestra ». 
Ce manque de considération le touchera et le poussera à décliner de travailler pour Barry White.

## Style
Ed Greene est réputé pour la stabilité et la solidité de ses grooves à doubles croches joués à la main droite sur la cymbale charleston (16th note grooves ou semiquavers), à l'instar de Jim Gordon, James Gadson, Russ Kunkel et plus tard Jeff Porcaro.

## Discographie sélective
- 1971: Ethiopian Knights - Donald Byrd Group[4]
- 1975: Love Will Keep Us Together - Captain & Tennille
- 1976: First Course - Lee Ritenour
- 1976: American Pastime - Three Dog Night
- 1976: Wired - Jeff Beck
- 1977: Free Ride - Dizzy Gillespie[5]
- 1977: Baby It's Me - Diana Ross
- 1977: Introducing Sparks - Sparks
- 1977: Aja - Steely Dan
- 1978: That's What Friends Are For - Johnny Mathis and Deniece Williams
- 1978: Destiny - The Jacksons
- 1979: When Love Comes Calling - Deniece Williams
- 1980: Endangered Species - Klaatu
- 1980: Man's Best Friend - Livingston Taylor
- 1980: Dee Dee Bridgewater - Dee Dee Bridgewater
- 1982: The Nightfly - Donald Fagen
- 1986: Boomtown - David &amp; David
- 1993: Love Makes No Sense - Alexander O'Neal
- 1994: Blue Night - Percy Sledge
- 1999: Living Without Your Love - Dusty Springfield
- 2004: Shining Through The Rain - Percy Sledge
- 2006: (Nashville session for Australian legend Lonnie Lee, with Bob Babbitt and Wayne Jackson)[réf. nécessaire]